# RIP
RIP (Routing Information Protocol) е дистанционен векторен маршрутизиращ протокол. Подходящ e за малки вътрешни мрежи. Използва бродкастни съобщения. Представлява IGP протокол.
Протоколът има няколко предимства и лесно се имплементира и управлява. Създава малко допълнителен служебен трафик м/у маршрутизаторите. Не е много стабилен при по-големи и при нарастване на мрежата.
RIP може да се използва на крайни хостове или шлюзове. Работи в/у UDP и IP, използвайки UDP порт 520, той функционира като протокол от мрежовия слой. RIP използва разстоянието като основната характеристика за определяне на най-добър маршрут – колкото по-късо е разстоянието, толкова по-добър е маршрутът. Когато до местоназначението има множество маршрутизатори, маршрутизаторът, изпълняващ RIP, избира маршрута, който има най-късо разстояние за най-добър маршрут и го инсталира в маршрутизиращата таблица, след това използва тази информация за препращане на дейтаграмите.
Независимо от това, че е един от най-популярните протоколи, използвани днес, RIP има следните недостатъци:
- Използва броадкастни съобщения.
- Изпраща цялата маршрутизиращата таблица, дори когато не настъпват промени
- Бавна конвергенция (уеднаквяване), дължаща се на периодичните таймери
- Има ограничение на максималното разстояние до 15 скока
- Предразположен е към зацикляне на маршрути.
- Той е класов маршрутизиращ протокол и следователно не поддържа VLSM маски

Съществуват две версии на RIP: RIPv1 и RIPv2.
Предназначен да се справи с някои от ограниченията на RIPv1, RIPv2 включва някои разширени възможности като поддръжка на автентификация и способност за разделяне на подмрежи. Някои организации преминаха на RIPv2 при използването на защитни стени. Но те използват RIPv2 защото им е необходима поддръжката на VLSM маски. Други маршрутизиращи протоколи, каквито са маршрутизиращите протоколи, отчитащи състоянието на връзките, са разработени, за да премахнат ограниченията на RIPv1 и предлагат много по-добри критерии за избор на маршрут, намалена консумация на пропускателна способност и по-бърза конвергенция от тези на RIPv2.
Въведено е поле Етикет на маршрут, което съдържа информация дали дадените маршрути са генерирани от протокол RIP или от някой друг маршрутизиращ протокол.
Въведено е поле за маска на подмрежа, отнасяща се за IP адреса от предишното поле.
Въведено е поле Следващ скок. То съдържа IP адреса на маршрутизатора, директно свързан към подмрежата за която е пакета. Това е полезно, когато този маршрутизатор не използва протокол RIP.